# Los Tres

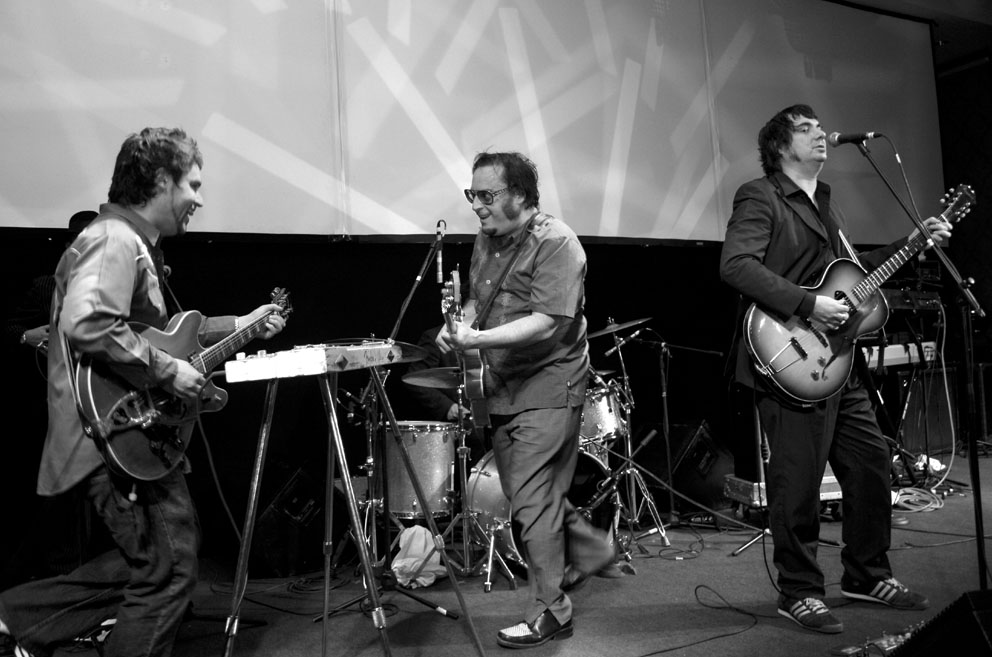
Los Tres im Jahr 2006

Los Tres ist eine chilenische Musikformation. Die Band wurde 1987 von Roberto „Titae“ Lindl und Álvaro Henríquez in Concepción gegründet. Los Tres zählt zu einer der bekanntesten Bands in Lateinamerika.

## Bandmitglieder
Grafische Darstellung der Zugehörigkeit.

## Diskografie

### Alben
- 1991: Los Tres
- 1993: Se remata el siglo
- 1995: La espada & la pared
- 1997: Fome
- 1999: La sangre en el cuerpo
- 2006: Hágalo usted mismo
- 2010: Coliumo